# 馬克西米利安·古爾
馬克西米利安·古爾（德語：Maximilian Güll；1991年1月5日—）是一位德國足球運動員，在場上的位置是後衛。他現在效力於德國足球丙級聯賽球隊多特蒙德二隊。